# Krasnogvardejskij rajon (Adighezia)
Il Krasnogvardejskij rajon (in russo Красногвардейский район?) è un municipal'nyj rajon della Repubblica autonoma dell'Adighezia, in Russia. Istituito il 7 febbraio 1929, occupa una superficie di circa 725,5 chilometri quadrati, ha come capoluogo Krasnogvardejskoe e conta una popolazione di 31.106 abitanti.